# Burano (fiume)
Il Burano è un fiume del versante adriatico dell'Appennino centrale (Appennino Umbro-Marchigiano), che scorre quasi interamente nella provincia di Pesaro e Urbino, lungo la cui valle correva l'antica via Flaminia, oggi SS3.

## Percorso
Nasce fra il monte Cerrone e la Serra di Burano, in Umbria; dopo Pontericcioli, presso Cantiano, la valle assume un andamento da sud a nord; nel centro abitato di Cagli riceve le acque del Bosso; successivamente, confluisce nel fiume Candigliano presso Acqualagna. 
Assume un particolare interesse geologico quando percorre la vallata tra gli abitati di Cantiano e Cagli, facendo vedere le rocce dell'anticlinale geologica costituita da sedimenti marini del Giurassico e del Cretaceo: le unità citate più frequentemente sono "Corniola" (età Sinemuriano e Pliensbachiano) e "Rosso Ammonitico" (età Toarciano), due formazioni tipiche della serie stratigrafica umbro-marchigiana, che hanno dato, in corrispondenza di cave di materiale litoide, vari fossili importanti cronostratigraficamente.